# Харино (Угранский район)
Харино — деревня в  Угранском районе Смоленской области России. Входит в состав Мытишинского сельского поселения.
Население — 2 жителя (2007 год).
Расположена в юго-восточной части области в 15 км к северо-западу от Угры, в 15 км северо-западнее автодороги Знаменка-Спас-Деменск, на берегу реки . В 13 км восточнее от деревни находится железнодорожная станция Дебрянский на линии Торжок-Брянск.

## История
В годы Великой Отечественной войны деревня была оккупирована гитлеровскими войсками в октябре 1941 годмногие жители деревни были угнаны в Германию а, освобождена в марте 1943 года. Освобождение Смоленщины./Энциклопедия Смоленской области